# Antibiotika-assoziierte hämorrhagische Kolitis
Die Antibiotika-assoziierte hämorrhagische Kolitis ist eine Sonderform einer entzündlichen Dickdarmerkrankung, die durch Behandlung mit Antibiotika ausgelöst wird. Sie ist abzugrenzen von der häufigeren pseudomembranösen Kolitis durch Clostridioides difficile.

## Ätiologie
Die Erkrankung tritt auch bei jungen, sonst relativ gesunden Patienten typischerweise nach einer – häufig kurzzeitigen – Therapie mit Penicillinen auf. Als Auslöser wurde ein Überwuchern der normalen Darmflora mit einem toxinbildenden Stamm von Klebsiella oxytoca identifiziert. Diese Bakterien sind bei etwa 2 % der gesunden Bevölkerung ohne Symptome nachweisbar.

## Klinisches Erscheinungsbild
Die Patienten leiden an krampfartigen Bauchschmerzen und es kommt zu blutigen Durchfällen. In der Darmspiegelung sieht man eine ödematöse Schwellung und blutige Veränderung der Dickdarmschleimhaut.

## Therapie
Als Therapie ist in der Regel das Absetzen des auslösenden Antibiotikums angezeigt, danach bessern sich die Symptome in wenigen Tagen. In schweren Fällen wurden auch schon Chinolon-Antibiotika erfolgreich eingesetzt.